# Biserica unitariană din Medișoru Mare
Biserica unitariană din Medișoru Mare este un monument istoric aflat pe teritoriul satului Medișoru Mare; comuna Șimonești, județul Harghita.

## Localitatea
Medișoru Mare (maghiară Medesér) este un sat în comuna Șimonești din județul Harghita, Transilvania, România. Menționat pentru prima oară în anul 1566.

## Biserica
Credincioșii catolici medievali au trecut la unitarianism în timpul Reformei, împreună cu biserica. Biserica medievală de secol XV a fost reconstruită în 1805, păstrându-se două din ancadramentele gotice. Clopotul său este, de asemenea, cel medieval, ornamentat cu un dragon cu cap de om și datat 1496. Tavanul casetat este din 1810, opera lui Johann Folbert.

## Imagini din exterior

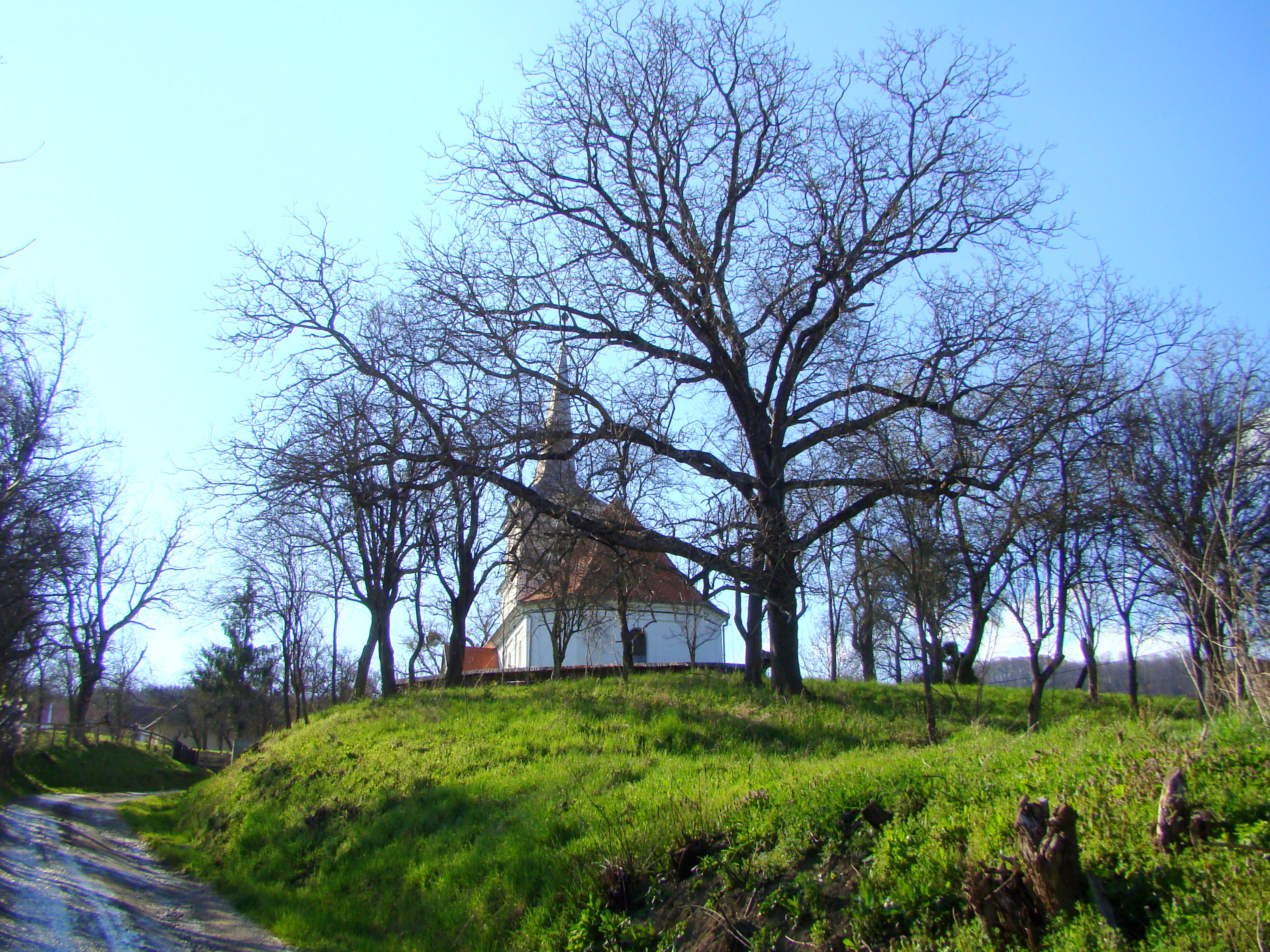
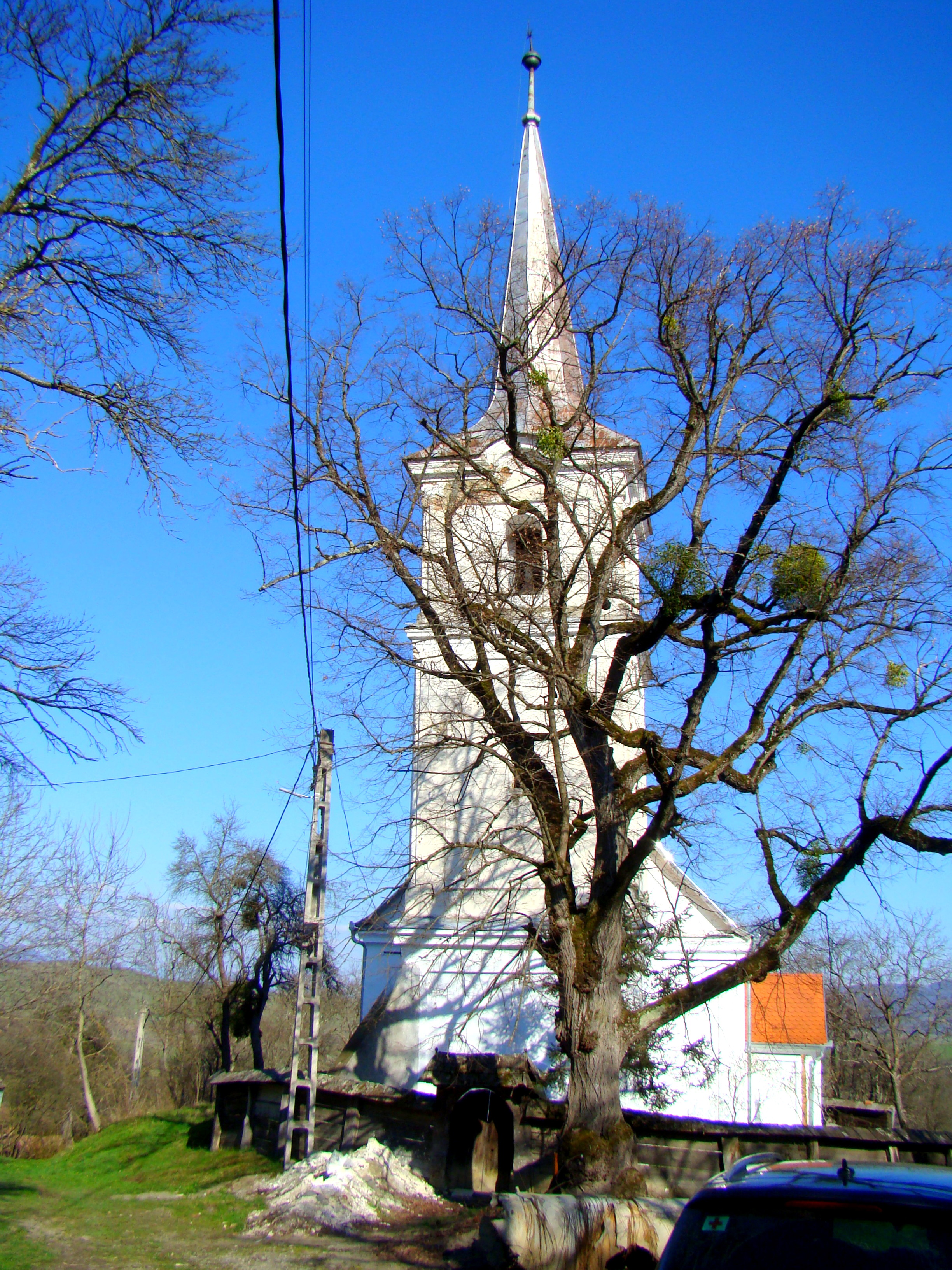
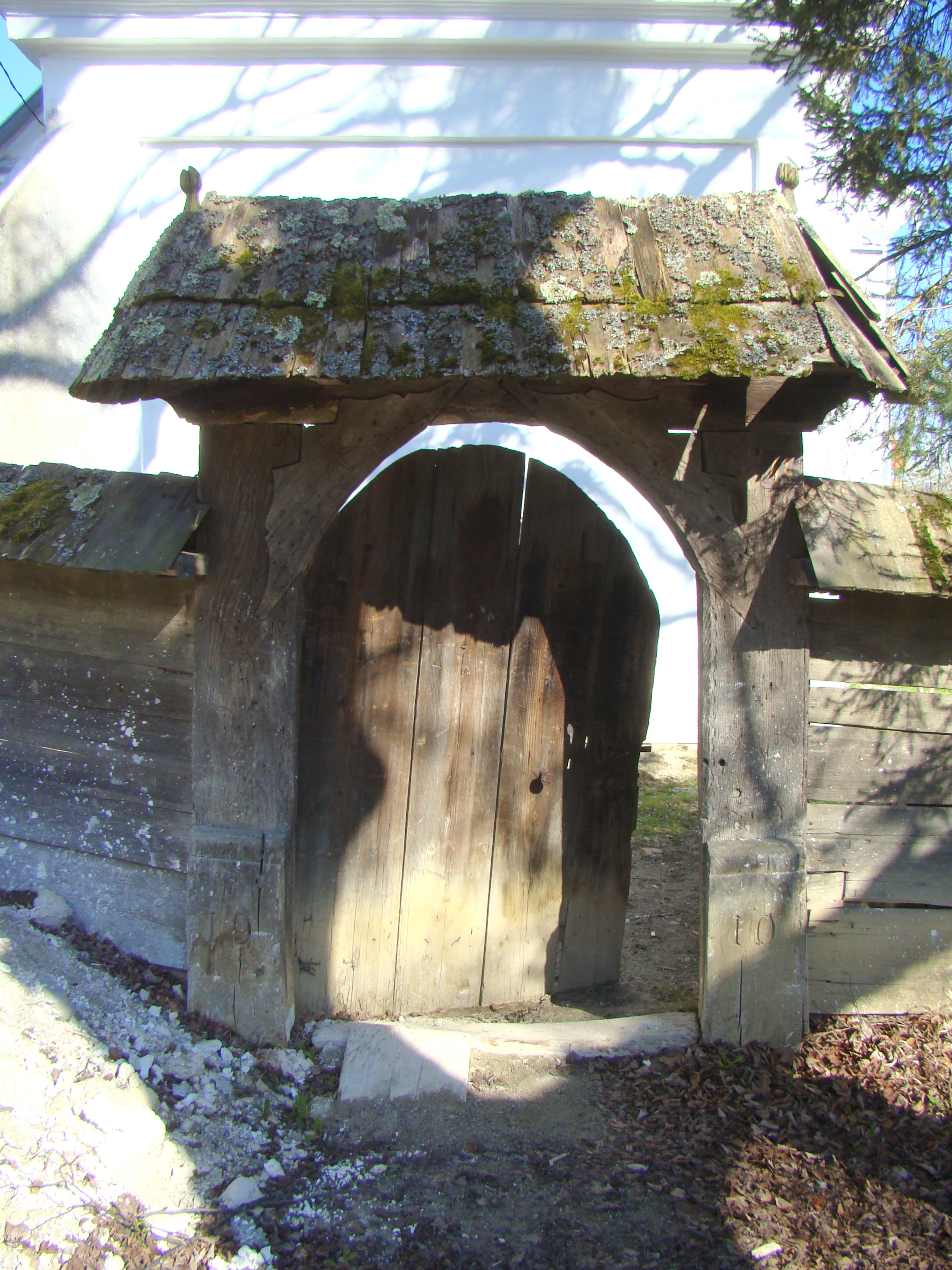
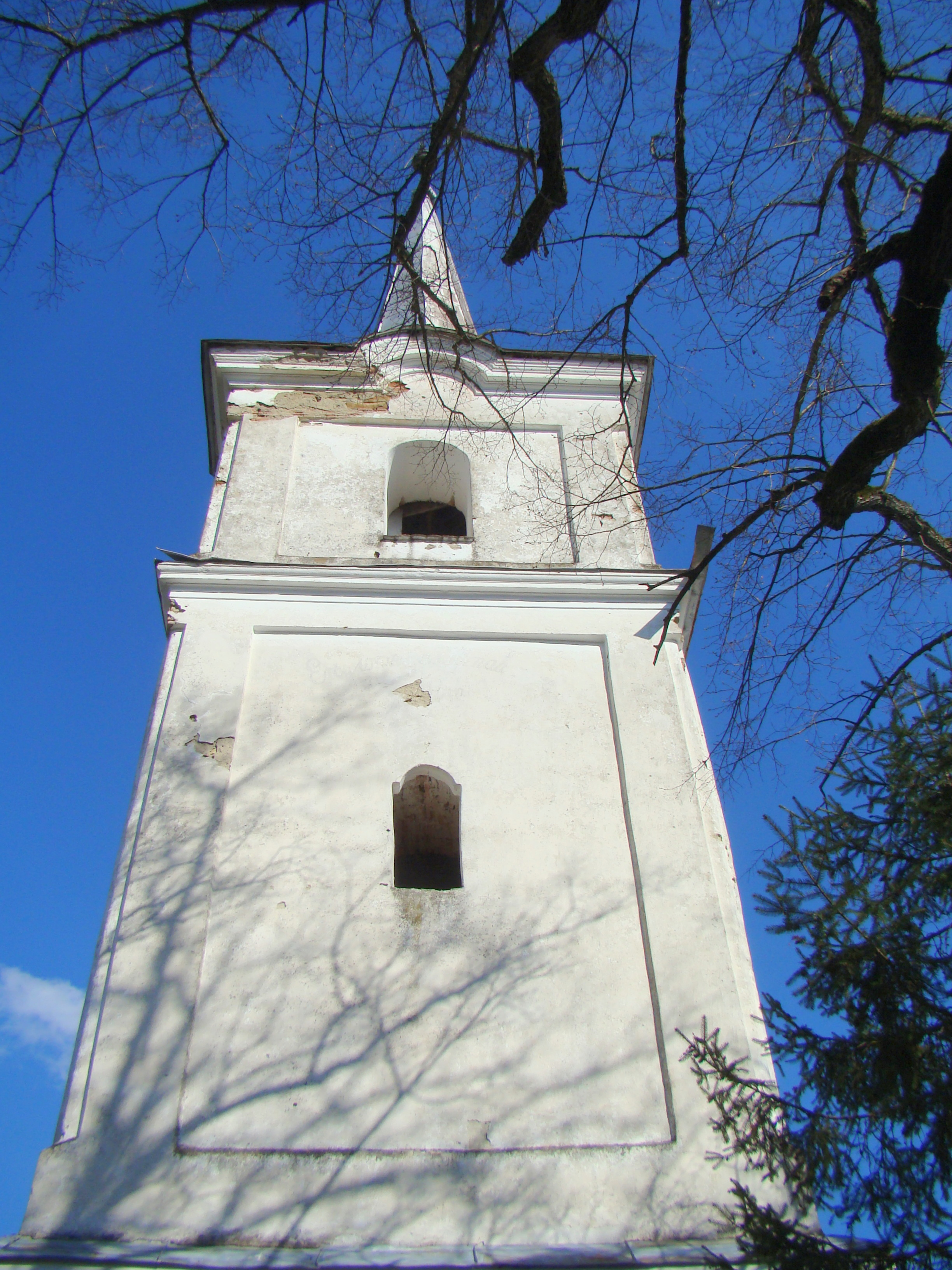
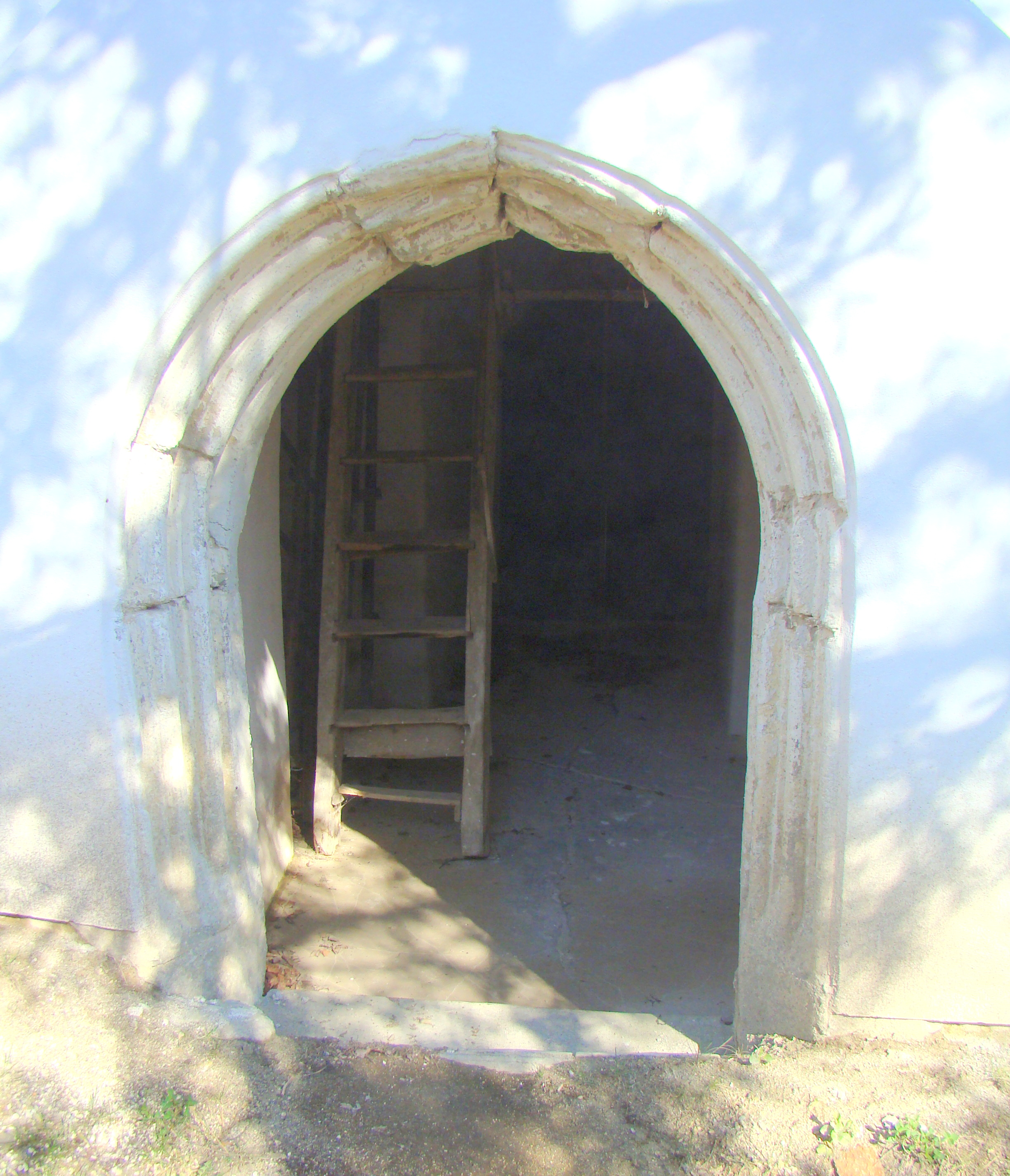
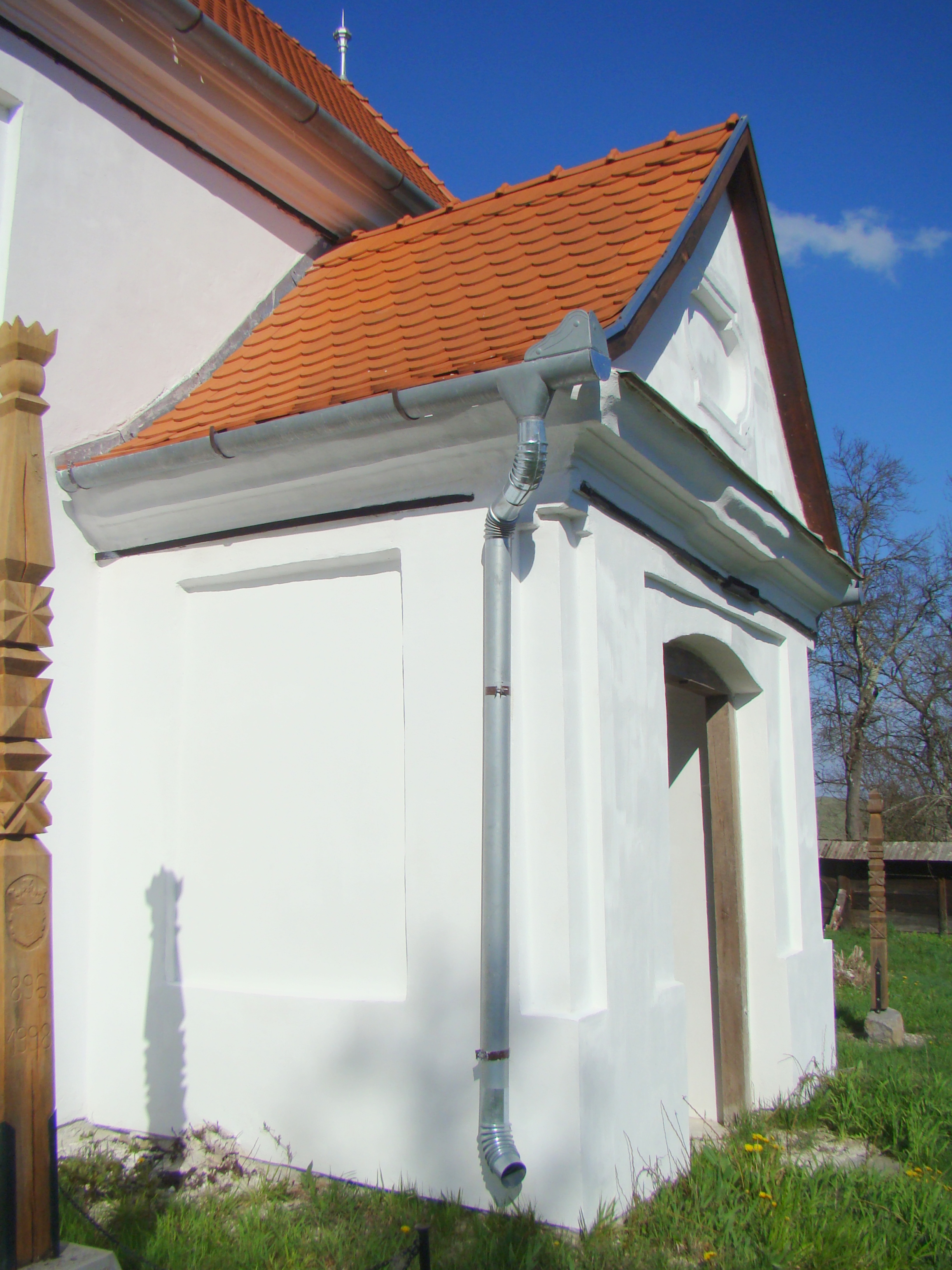
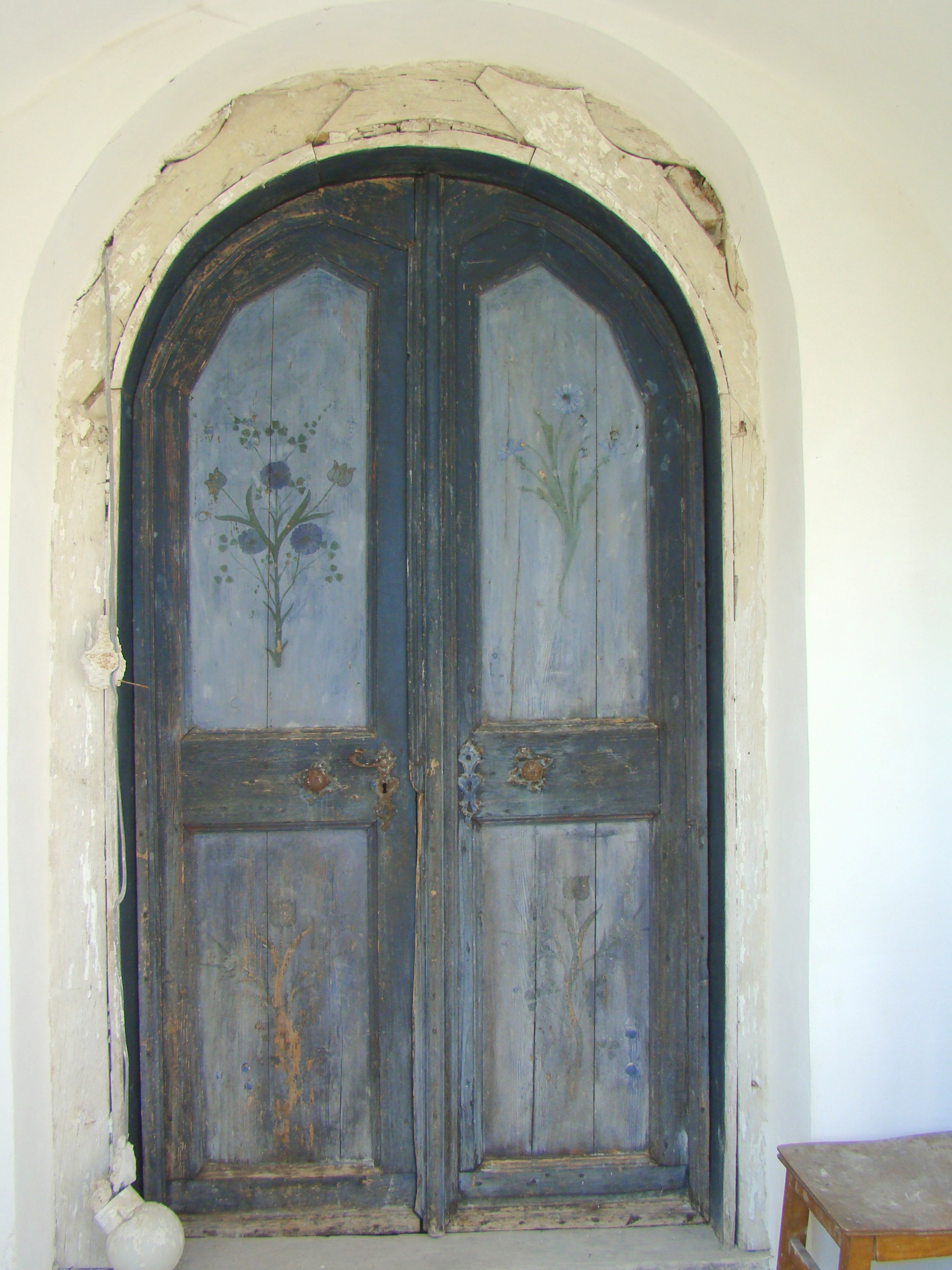
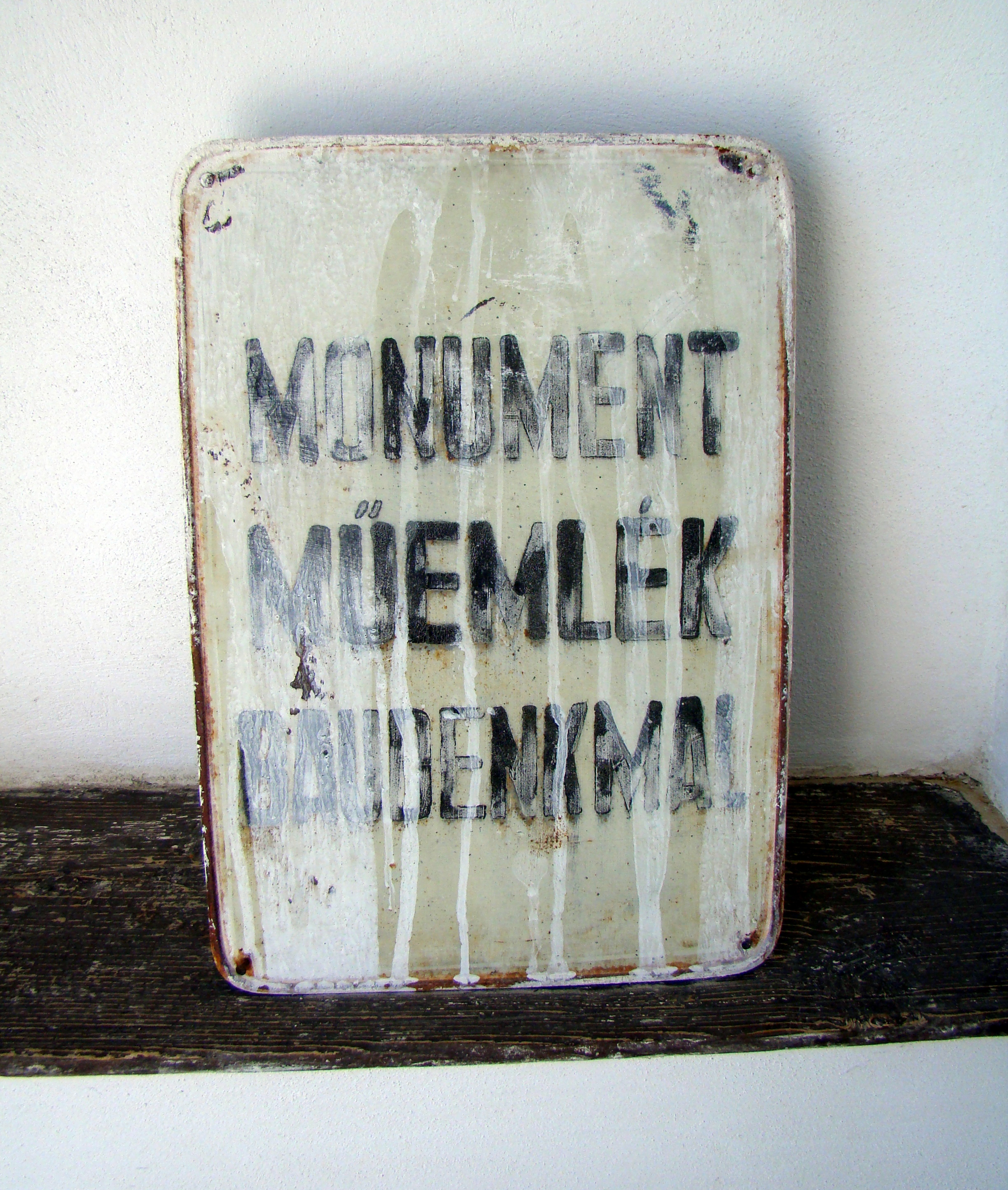
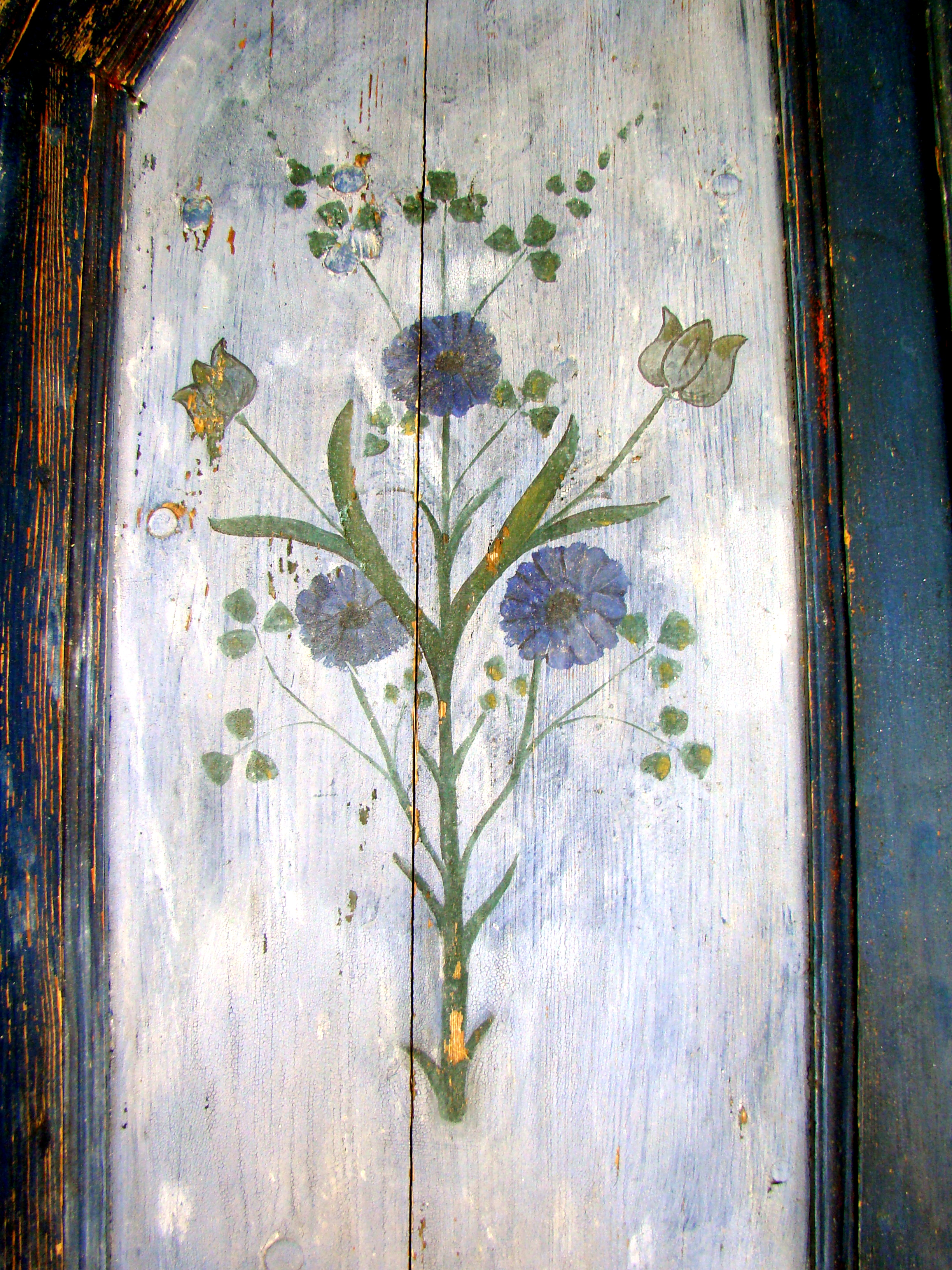
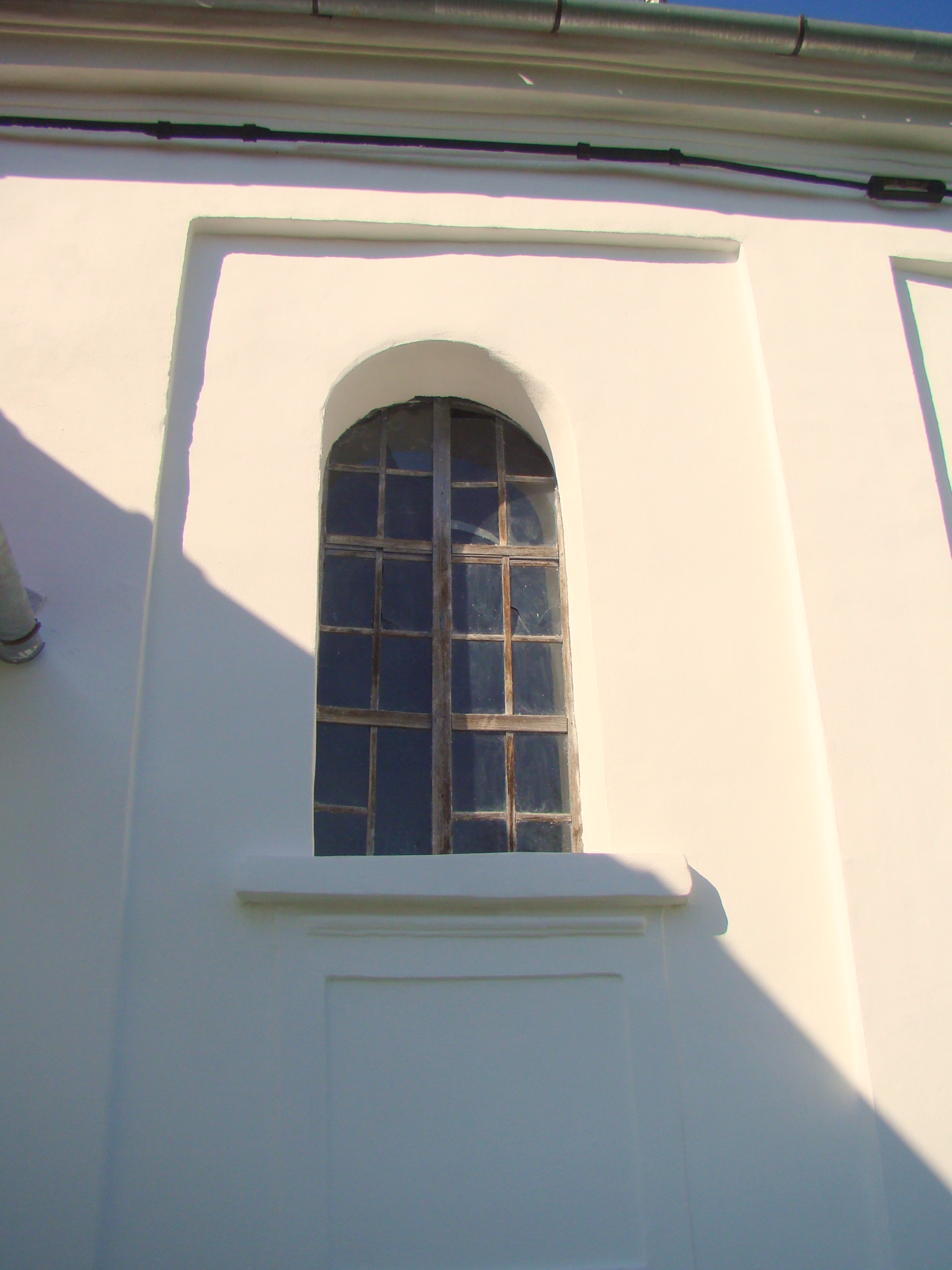
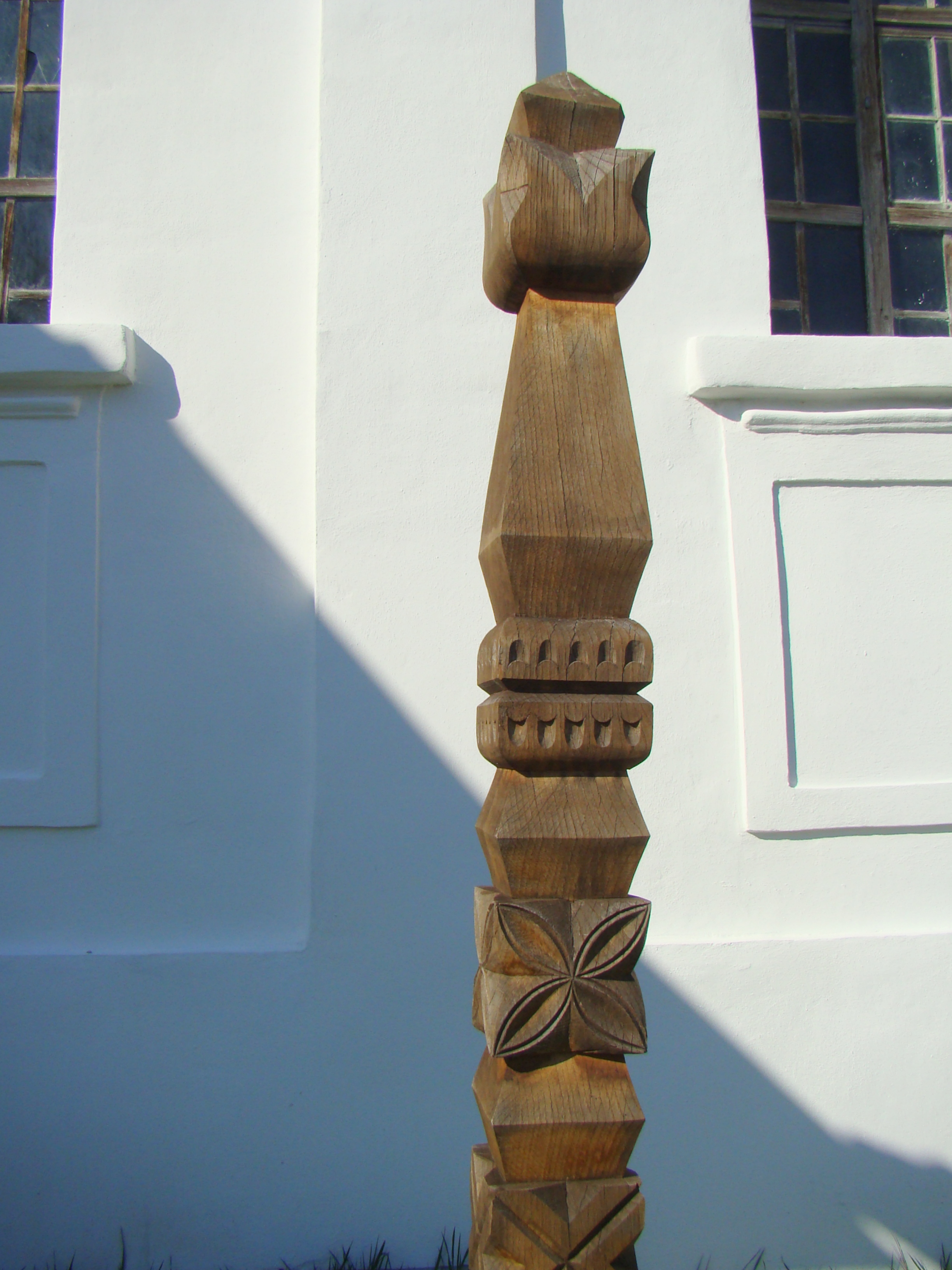
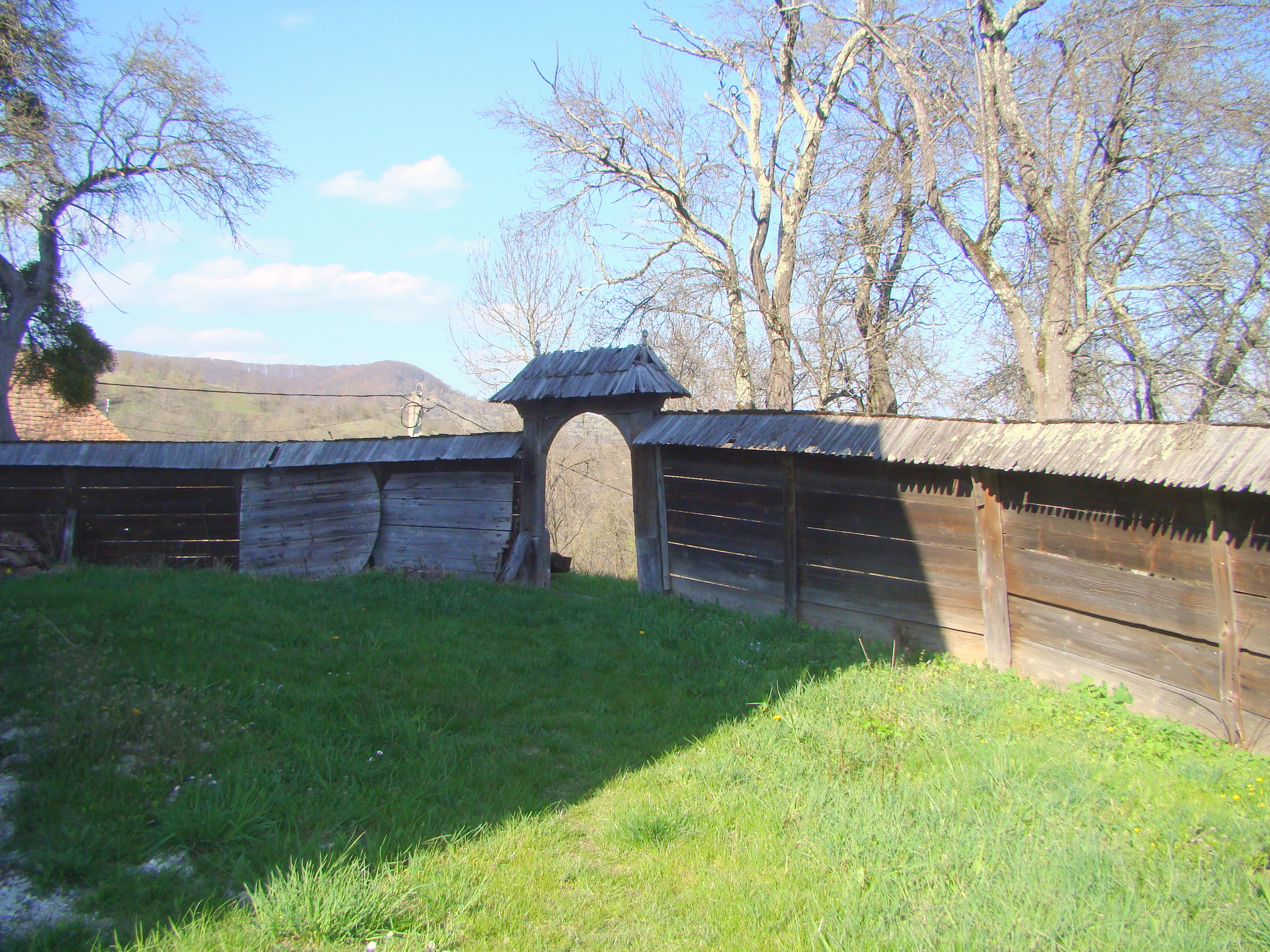
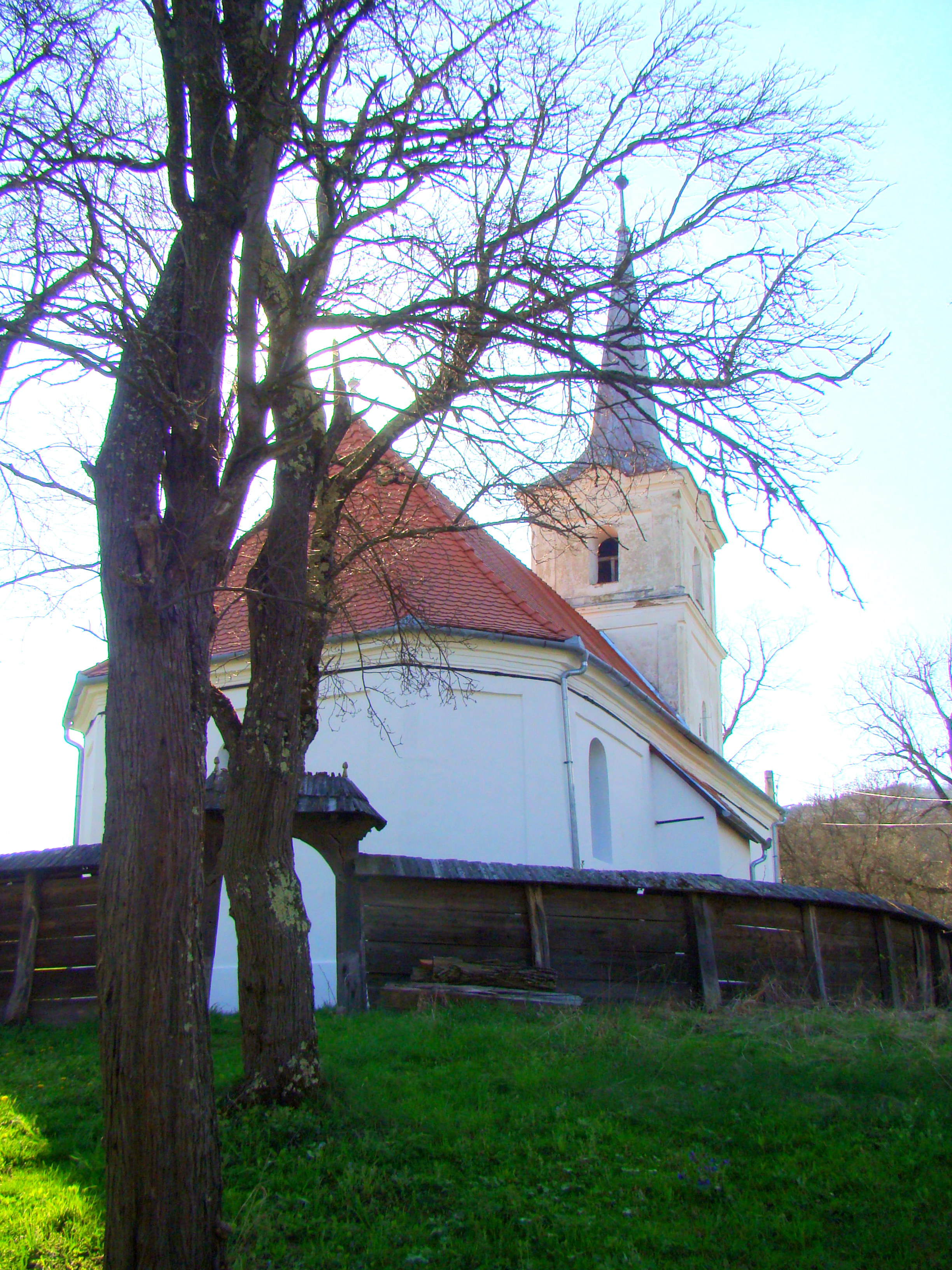
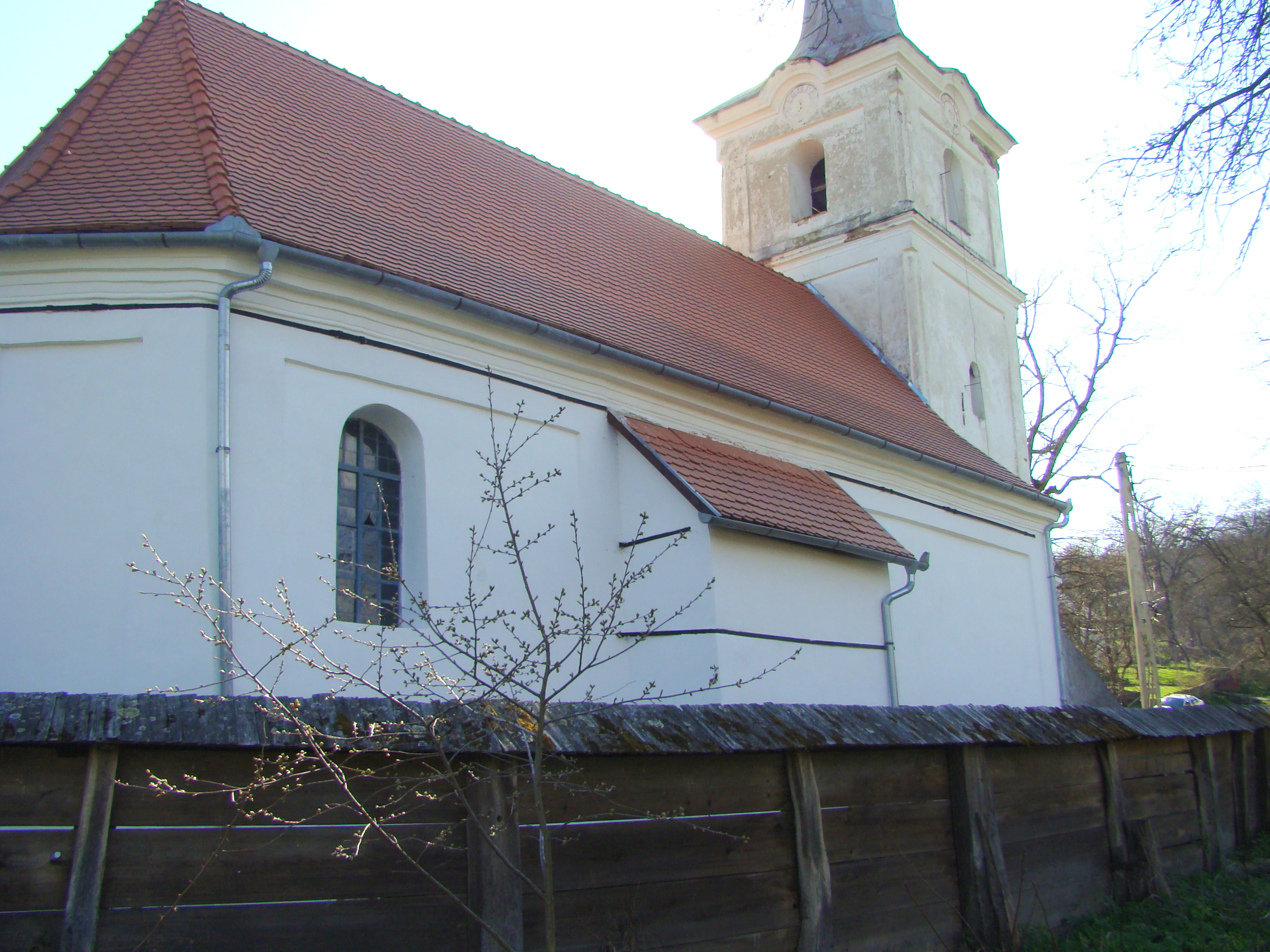
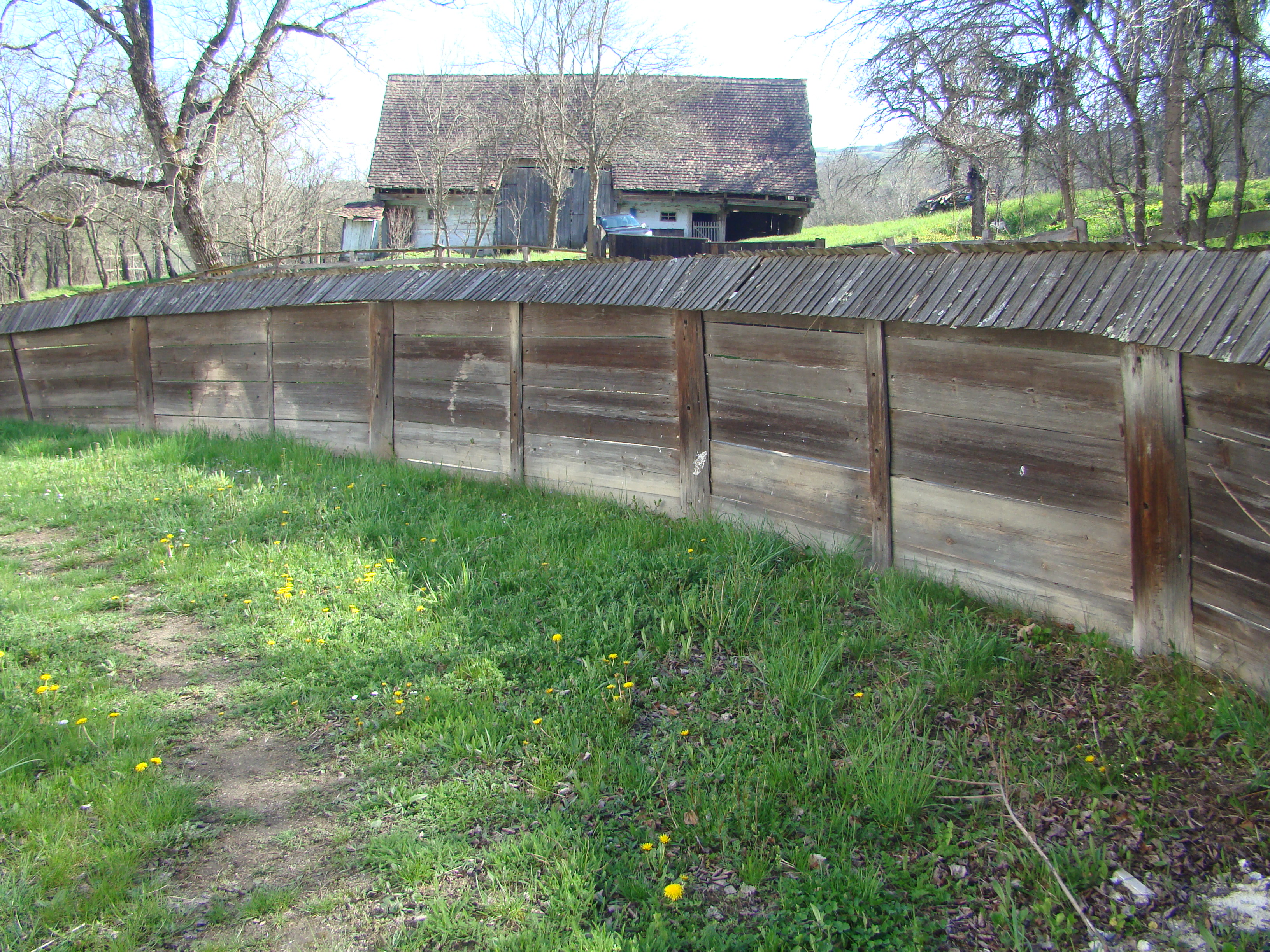
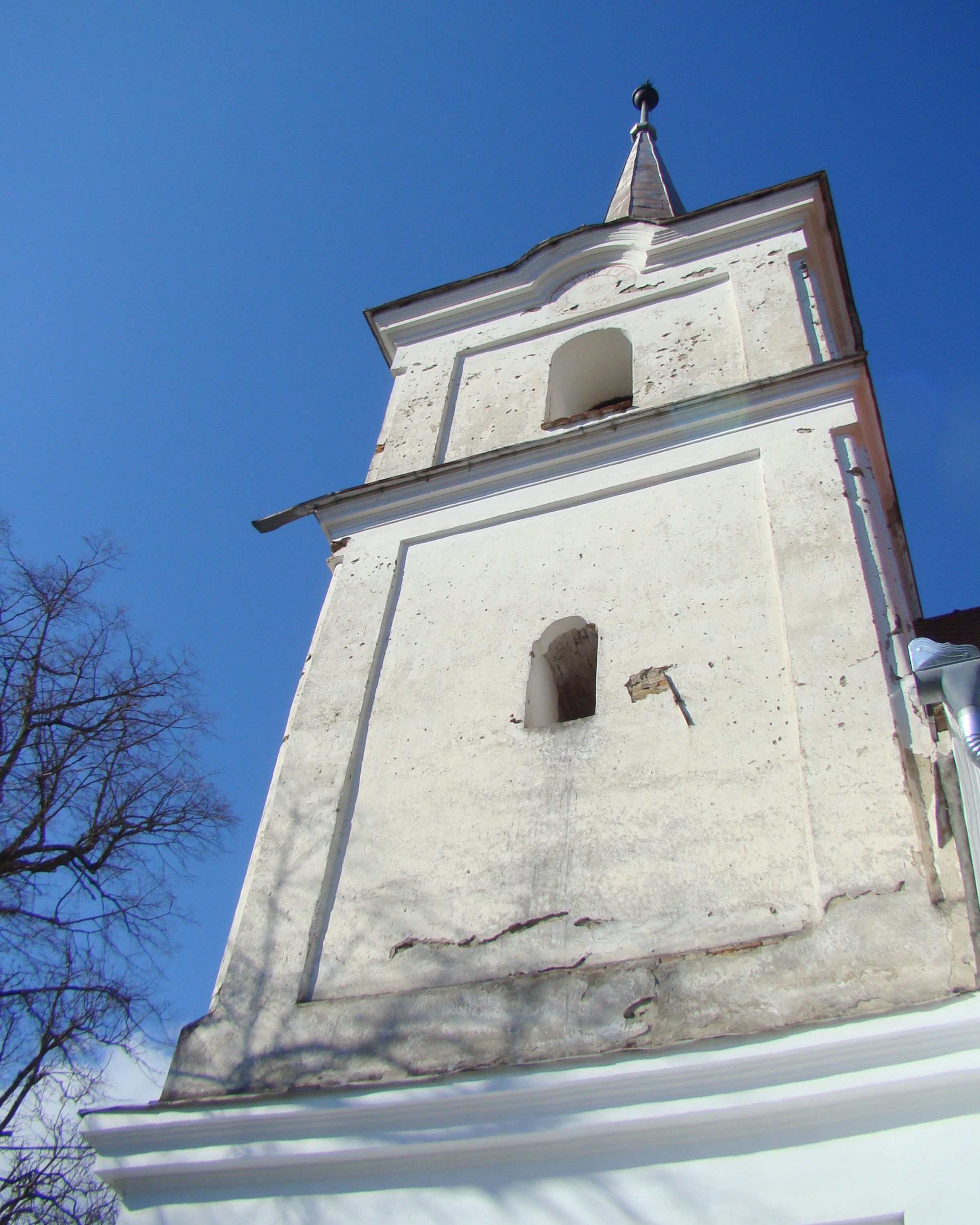
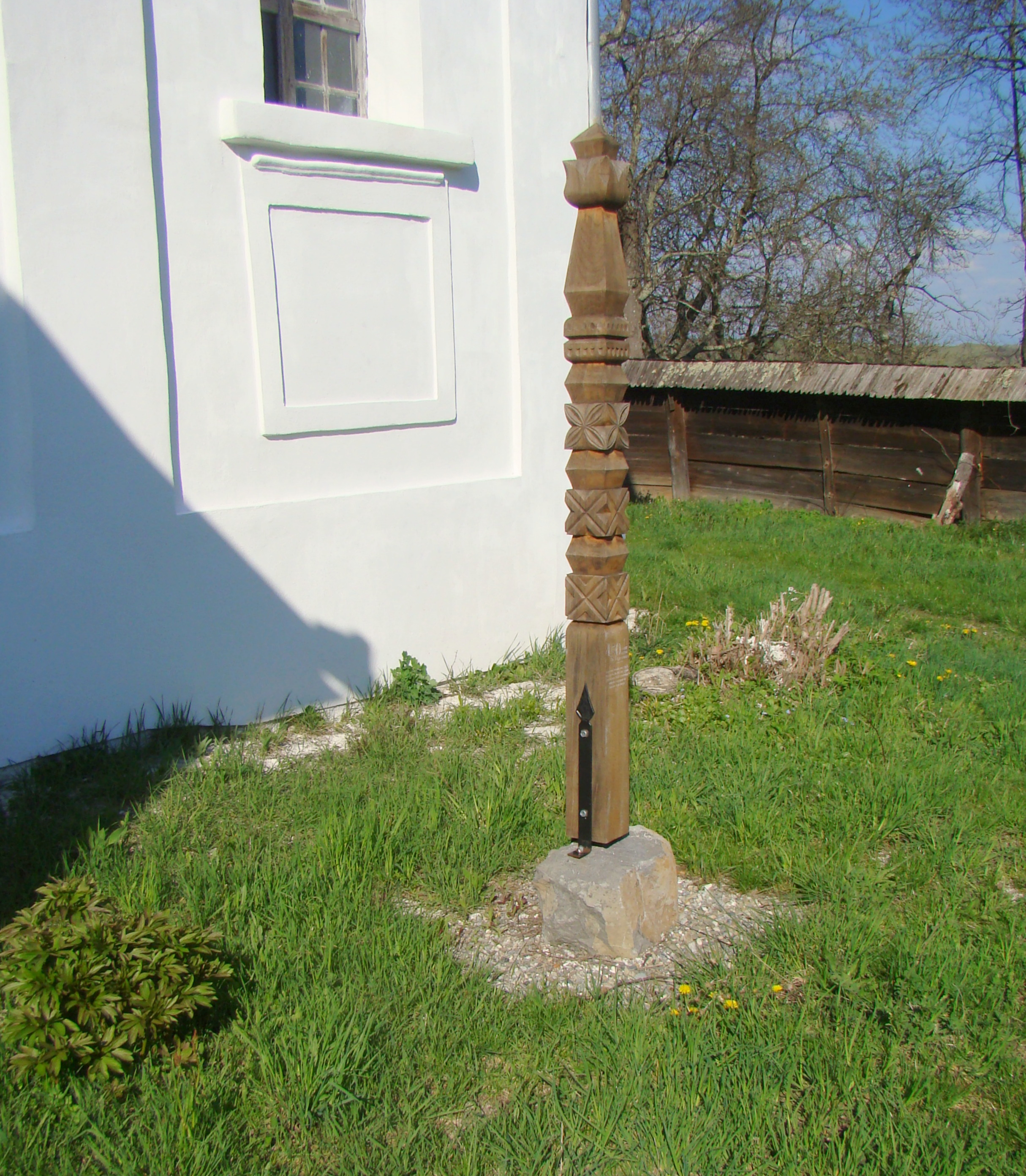
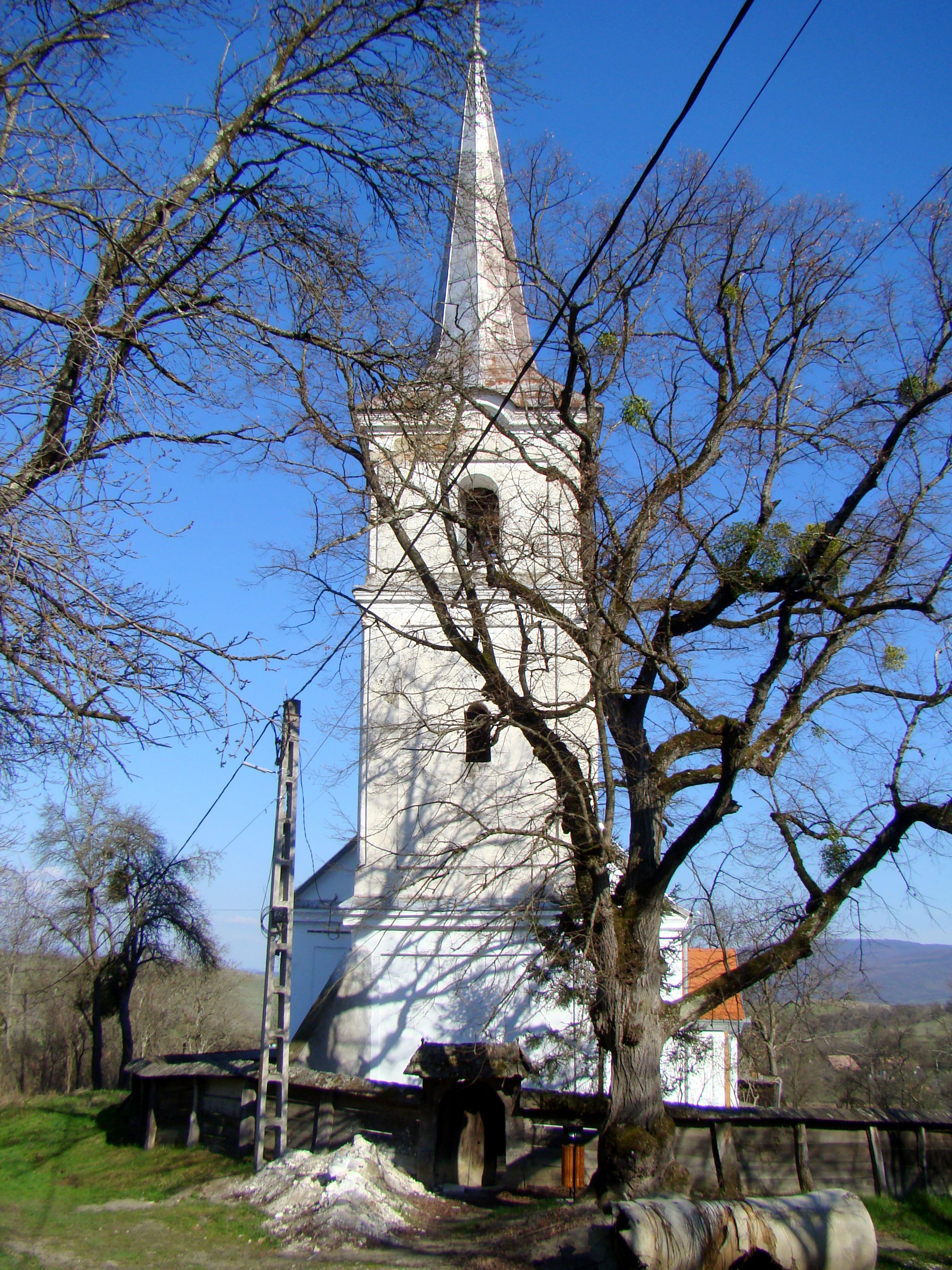
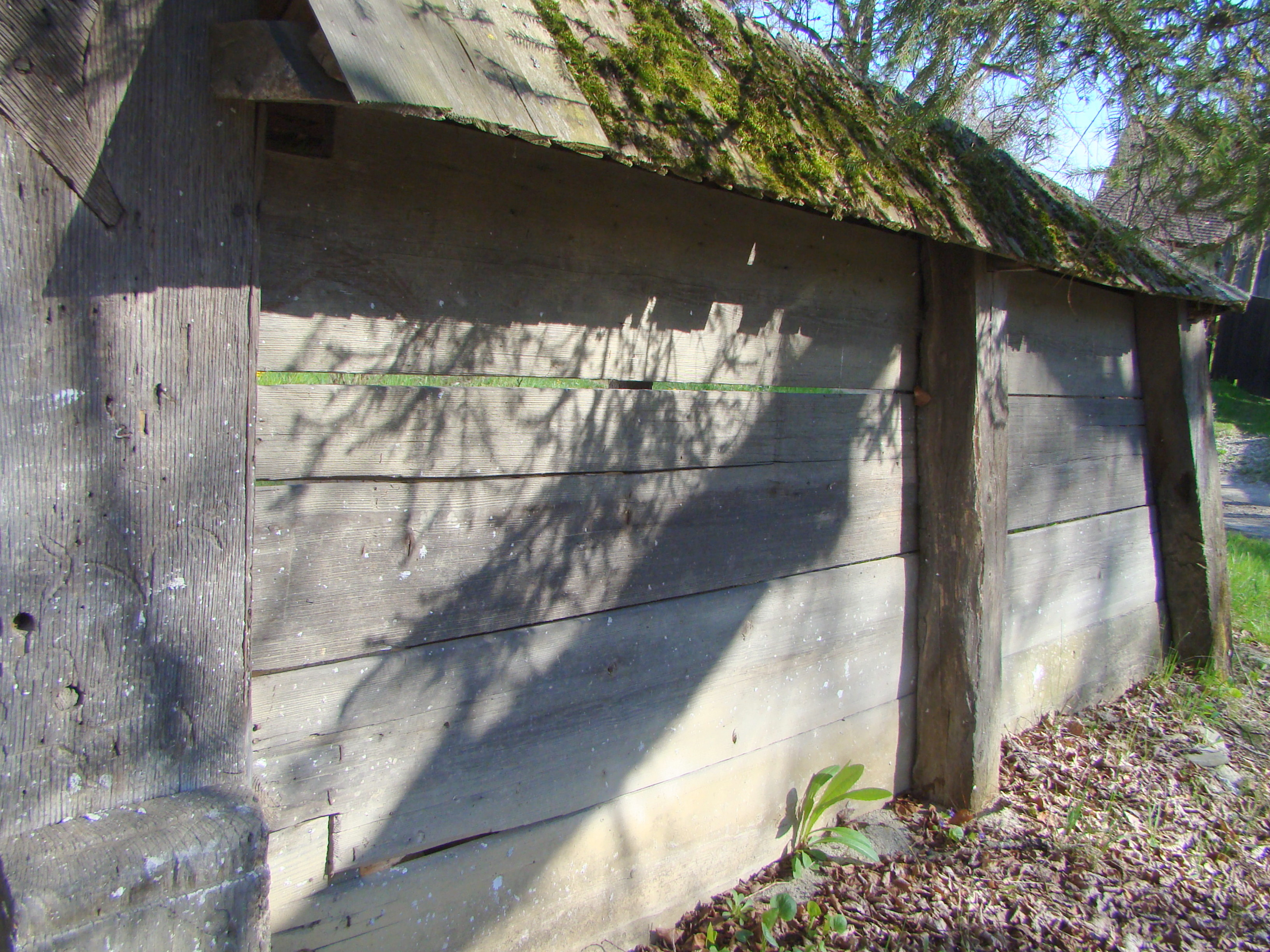
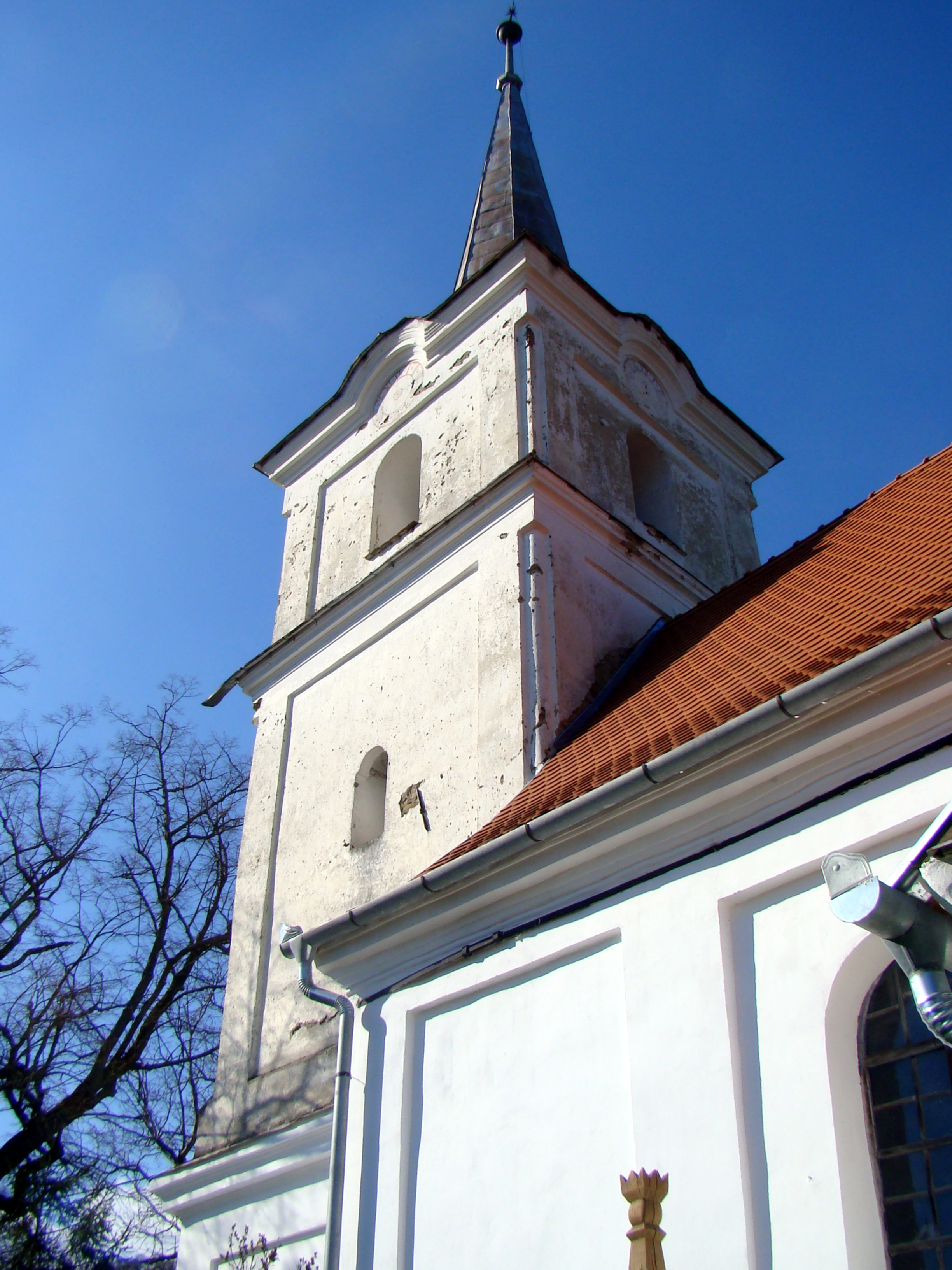
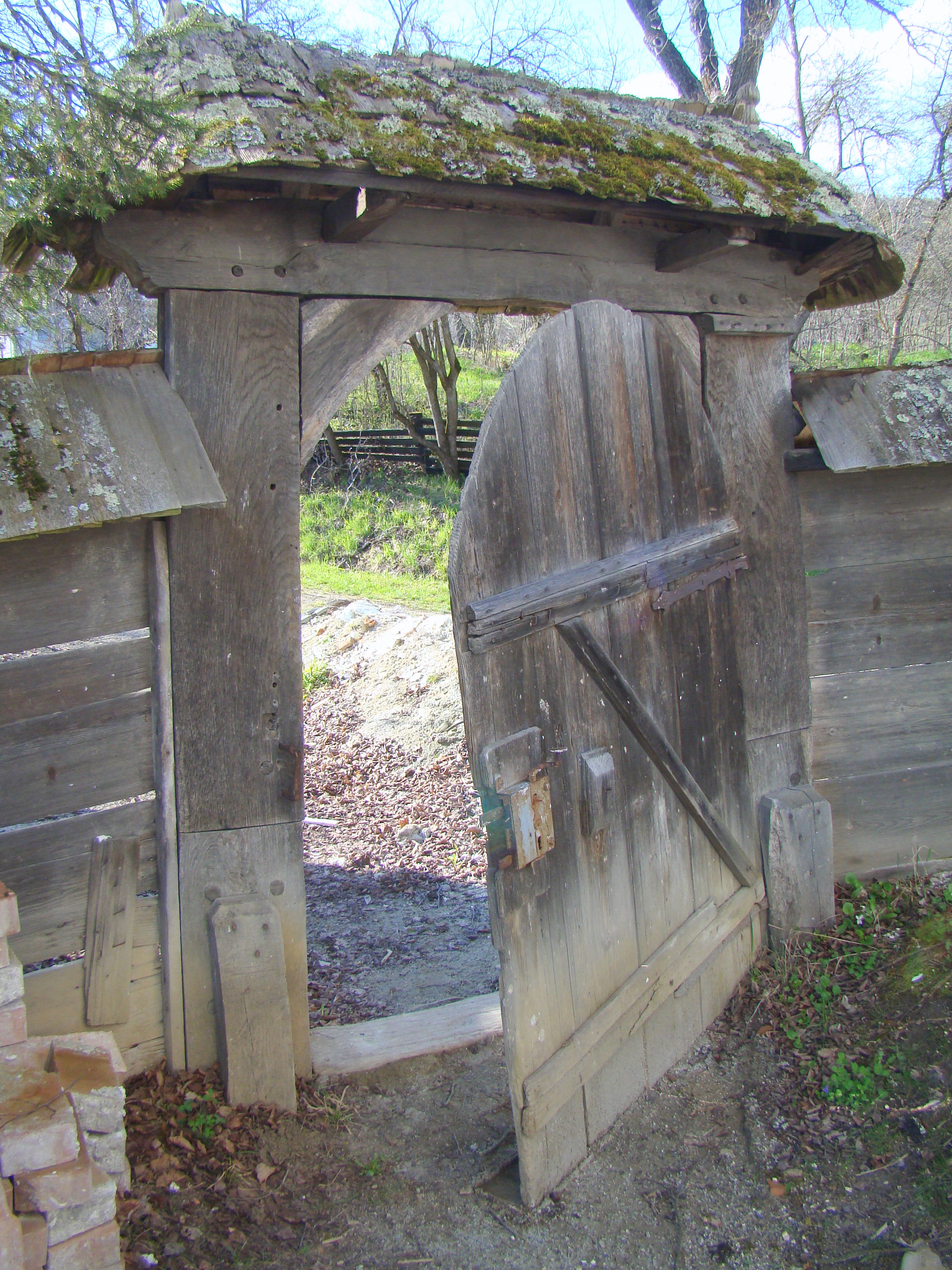
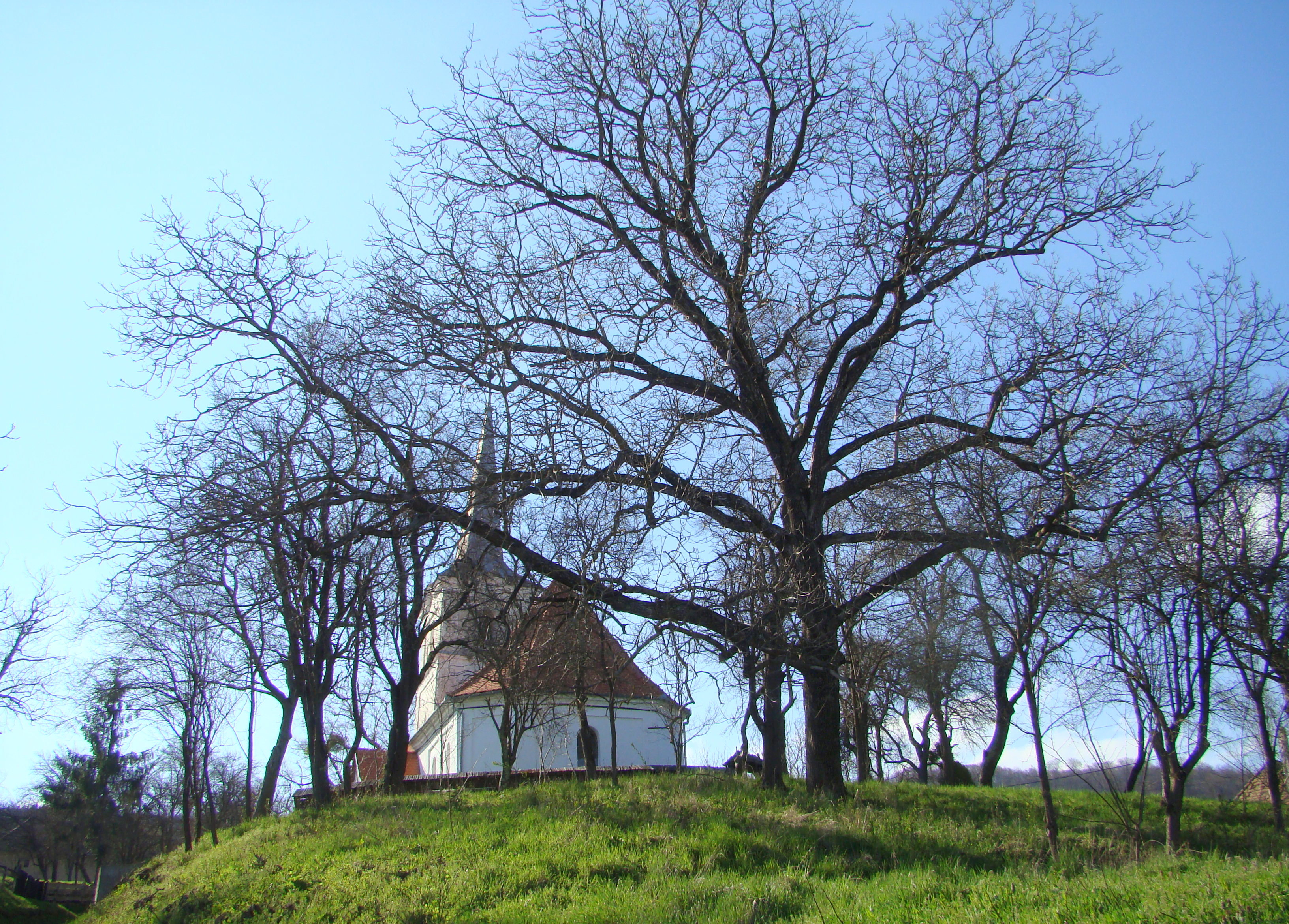

## Vezi și
- Medișoru Mare, Harghita